# Silvia Gubern
Silvia Gubern   (Barcelona, 1941) és una artista, poeta, dissenyadora i sanadora.

## Trajectòria
Primera promoció de l'Escola Elisava d'art i disseny i pionera com a jove pintora en l'escena de l'avantguarda artística catalana dels anys 60. Referent en les anomenades pràctiques artístiques efímeres, performàtiques, pobres i conceptuals a Catalunya a finals dels 60 i en els 70. Co-creadora de l'experiència de vida en comú i el laboratori d'idees estètiques anomenat grup El Maduixer (amb Jordi Galí, Antoni Llena i Àngel Jové) de Barcelona, amb qui produeix el 1969 una de les primeres mostres conegudes avui com a art conceptual a Catalunya, així com la videocreació "Primera Mort" (1970), punt de partida de la història del videoart a l'Estat espanyol. En els anys 80, les seves propostes de disseny d'estampats per la casa Marieta i des de 1986 per l'empresa Transtam van ser celebrades i formen part del capítol de l'emergència del disseny a la Barcelona postmoderna. En aquest camp també realitzà portades de llibres i discos, cartells, una intervenció en el desaparegut restaurant Marfil (Barcelona), i el logotip i la decoració interior (amb Àngel Jové) de la primera i la segona sala Zeleste (Barcelona). Va realitzar exposicions de manera periòdica a la Sala Vinçon (Barcelona).
Un greu accident i la necessitat de fer un procés de treball personal intern, la porten a deixar de banda l'escena de l'art i la cultura contemporània, primer de manera intermitent i després de manera indefinida. Des dels anys 90, Silvia Gubern s'ha dedicat a aprofundir l'estudi de diverses tradicions de coneixement occidentals i orientals (sabers científics, física quàntica, psicologia, càbala, alquímia) que li havien cridat l'atenció des de la seva joventut. Manté les mans obertes a la creació a través de l'escriptura automàtica i el dibuix canalitzat -dictat des d'esferes transcendents. El 1995 va oferir una exposició antològica "I que estimaré tret de l'enigma..." al Centre d'Art Santa Mònica (Barcelona); el 1993 realitzà l'encàrrec d'una escultura pública "Fenixia" al Passeig de les Cascades de Barcelona. Ha publicat diversos llibres de poemes: Imperdibles (Tusquets, 1991), La puerta de los lindes (Auquien Salambo, 1992) i Silvas (Linklingua,2007).
Actualment viu a Llinars del Vallès dedicada al que anomena art sanador, una via de creativitat abocada a reunificar les branques de l'arbre del coneixement que han estat desconnectades en aquests últims segles: Ciència, Art i Esperit. Les seves obres visuals i plàstiques s'han pogut veure puntualment en aquestes últimes dècades a diferents espais: Can Bordoi (Llinars del Vallès), Llibreria Pròleg de Barcelona, La col·lecció La relació de DUODA (UB), la Naucoclea (Camallera, Girona), la cripta del FAD (Barcelona) i en diverses col·lectives del MACBA.